# 陳育賢
陳育賢（網名：Jessie Chen，1969年2月3日—），獨立媒體公司代表人、臺灣新聞工作者、攝影記者。2016年4月23日於個人社群媒體上傳中華民國總統馬英九運動前暖身時走光的照片而爆紅。

## 經歷
- 2007年：台灣玉山網路電視台公民記者
- 2008年至今：獨立媒體TWIMI 攝影記者
- 2008年至今：獨立媒體TWIMI 專任攝影師
- 2009年至今：獨立媒體TWIMI 公司代表人、董事（全名：獨立媒體網路有限公司）
- 2012年：與二位攝影師共同出版蔡英文攝影集。[2]

## 著作
- 2012年9月28日，一直同在Together & Forever: 我們和小英一起走過的旅程 ISBN 9789861334196
- 2016年4月23日，馬蛋蛋

## 專訪
- 2016年1月26日，接受中天電視新聞台專訪，訪談透漏她擔任攝影記者跟拍蔡英文已五年之久，電腦儲存上萬張蔡英文照片，天天觀察各種變化。[3]

## 爭議

### 馬英九走光照片事件
2016年4月23日，在Facebook個人頁面上傳中華民國總統馬英九運動前暖身走光照片，中華民國總統府、國民黨主席洪秀柱、民進黨主席蔡英文皆譴責傳播不雅照行為。4月25日，陳育賢透過Facebook發表澄清聲明並表達歉意。國民黨政策會執行長蔡正元則認為該照片經專家鑑定，完全是光影效果的偽稱照片，所謂的下體只是他人腿部光影，而蔡英文不但假惺惺的說勿瘋傳，該名記者也未到總統府道歉，「實在太賤了！」
民進黨發言人楊家俍表示，該記者長期主跑公民團體、民進黨，2012年大選後，為了出版攝影集，也曾向其徵求大選期間新聞照片，與蔡英文兩位專屬攝影師共同發表，彼此未曾有過雇傭等任何契約關係。國家政策研究基金會特約研究員黃士修稱陳育賢擔任蔡英文辦公室五年專任攝影師，但蔡英文第一時間卻未坦承、致歉，這代表蔡英文還是把切割自保放在優先順位，令人錯愕，並認為民進黨雖聲明與陳育賢沒有雇傭關係，但從陳育賢所發新聞影片之內容來看，也會被認為有資助關係。
2016年6月24日，仍保持與蔡英文原有關係，陳育賢隨同新上任的蔡英文總統出國訪問，蔡正元嘲諷：「打馬有功，犒賞出國旅遊」。
香港經濟日報記者姚超文認為陳育賢協調蔡英文相關採訪，並暗諷她像小說哈利波特中的反派角色「佛地魔」，記者們只能稱她為「那個人」。

### 其它
- 2014年11月17日，以網友身分發表自稱其深藍朋友感謝柯文哲醫師關照的故事。[14]
- 2015年10月28日，在社群媒體Facebook個人頁面上傳一張來源不明的圖片[15]，宣稱參加「支持朱立倫參選中華民國總統後援會成立暨誓師大會」有車馬費300元可以領，隨後有網友將之轉載至PTT八卦板，並迅速被鄉民推爆。但也促使主辦工會的理事長報案處理，國民黨前文傳會主委林奕華並表示目前全案已進入司法程序，陳育賢也被列為被告[16]。士林地院一審依誹謗罪判陳女拘役50日，得易科罰金，案經上訴，高院駁回確定。[17]。